# Piaggio-Douglas PD-808

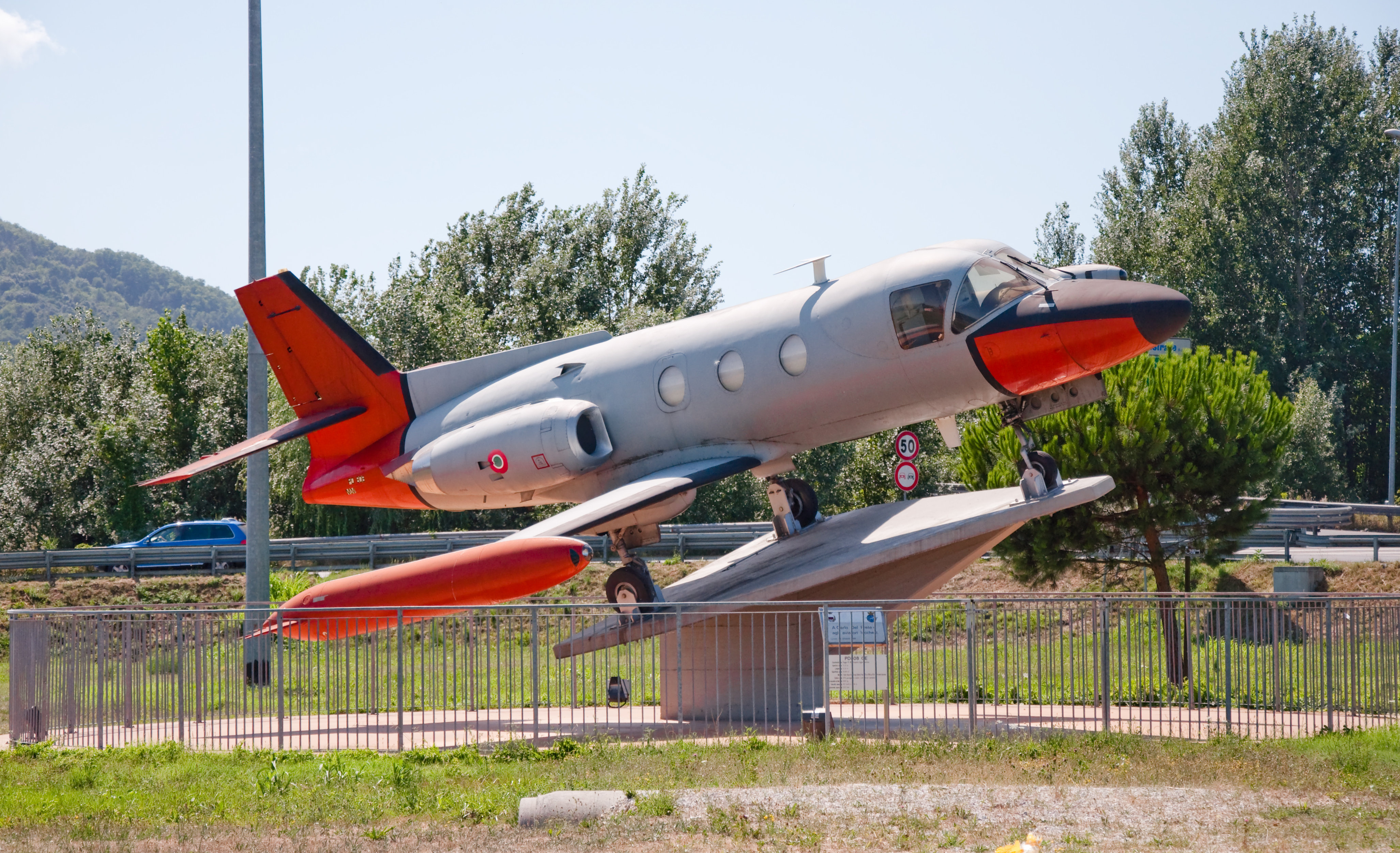
Un PD-808 RM esposto a Lucca come memoriale del pilota Carlo del Prete

Un PD.808 GE dipinto con la più recente colorazione dei velivoli in dotazione all'Aeronautica Militare.

Un PD-808GE con la "vecchia" livrea dell'Aeronautica Militare nel 1988

Il Piaggio-Douglas PD-808 era un bireattore da nove posti, con ala bassa e impennaggio convenzionale, realizzato dall'azienda italiana Piaggio in collaborazione con la statunitense Douglas Aircraft Company. L'unico utilizzatore fu l'Aeronautica Militare che lo utilizzò in diverse versioni. L'ultimo esemplare è stato radiato dalla linea di volo il 17 maggio 2003.

## Storia del progetto
Nel 1957 la Douglas iniziò lo sviluppo di un nuovo velivolo executive imbarcato per la United States Navy e, affidato a suo ufficio tecnico sotto la supervisione del suo capo progettista Edward H. Heinemann, giunse ad un progetto preliminare chiamato D-808. La Marina però non era disposta a sostenere da sola il costo del progetto ma si dichiarò disponibile ad acquistare 200 esemplari nel caso in cui ne fosse stata prima realizzata una versione civile.
La Douglas, che non aveva grande esperienza nello sviluppo di questo tipo di velivoli, cercò di coinvolgere la Northrop che non accettò ma che indicò la Piaggio Aero Industries come partner aziendale ideale per questo progetto.
Dopo essersi assicurata l'interesse dell'Aeronautica Militare, l'azienda genovese firmò nell'aprile del 1961 un accordo che prevedeva la costruzione da parte sua degli esemplari destinati al mercato civile, mentre la Douglas si riservava il diritto di costruire nei suoi stabilimenti gli esemplari eventualmente ordinati dalla Marina americana ed opportunamente modificati per l'impiego sulle portaerei. L'azienda americana inoltre non avrebbe investito denaro ma avrebbe messo a disposizione il personale, i progetti e le conoscenze necessarie per lo sviluppo del velivolo.
Nel 1961 il progetto fu gradualmente trasferito dallo stabilimento di El Segundo in California a Finale Ligure (Savona) sotto la responsabilità dell'ingegner Alessandro Mazzoni.
I primi due prototipi furono costruiti a Finale Ligure e il primo volo ci fu il 29 agosto 1964 all'aeroporto di Genova-Sestri Ponente, a poco più di tre anni dall'avvio del progetto. La certificazione RAI/FAA fu pubblicata il 20 novembre 1966; inoltre il PD-808 fu il primo aereo italiano progettato e certificato con le severe norme FAR-25 per i velivoli da trasporto.
Nel 1967 la Douglas e la McDonnell si fusero dando vita a quella che fu una delle più importanti industrie aerospaziali del mondo: la McDonnell Douglas. Uno dei primi atti della nuova società fu la cancellazione del programma del PD-808, ritenendo che non interessasse più la Marina americana.
Senza un partner così importante, la Piaggio non si ritenne in grado di affrontare da sola la produzione, la vendita e il supporto sul mercato civile; l'Aeronautica Militare ne ordinò però 22 esemplari, risollevando così le sorti dell'azienda.
Venne utilizzato per un'ampia gamma di ruoli, come l'addestramento alla guerra elettronica (versione GE, con equipaggiamento ECM), radiomisure (RM) o trasporto VIP (TP).

## Impiego operativo
Il PD-808 venne impiegato solamente in Italia, dall'Aeronautica Militare, ad iniziare dal 1966 e dalle I.A.M.Rinaldo Piaggio SpA con l'esemplare NC 504 I-PIAL.
L'ultimo esemplare, un GE, volò il 17 maggio 2003, dopo aver raggiunto il limite di vita operativa.

## Varianti
Complessivamente prodotti 24 esemplari:
- PD-808 - 2 prototipi:
  1. MM577/nc501;
  2. MM578/nc502.[1]
- PD-808 - 2 velivoli civili:
  1. I-PIAI/nc503;
  2. I-PIAL/nc504.
- PD-808 VIP - trasporto VIP 4 esemplari a 7 posti:
  1. MM61948/nc506;
  2. MM61949/nc507;
  3. MM61950/nc508;
  4. MM61951/nc509.[1]
- PD-808 TA - addestramento equipaggi 6 esemplari - 2 trasformati GE:
  1. MM61952/nc510 trasformato in GE;
  2. MM61953/nc511;
  3. MM61954/nc512;
  4. MM61955/nc513 trasformato in GE;
  5. MM61956/nc514;
  6. MM61957/nc515.[1]
- PD-808 GE - contromisure elettroniche 8 esemplari: 
  1. MM61952/nc510 ex TA;
  2. MM61955/nc513 ex TA;
  3. MM61958/nc505;
  4. MM61959/nc516;
  5. MM61960/nc517;
  6. MM61961/nc518;
  7. MM61962/nc519;
  8. MM61963/nc520.[1]
- PD-808 RM - radiomisure (calibrazione di radioassistenza alla navigazione) 4 esemplari;
  1. MM62014/nc521;
  2. MM62015/nc522;
  3. MM62016/nc523;
  4. MM62017/nc524.[1]

## Utilizzatori
Italia
- Aeronautica Militare

22 esemplari così suddivisi: 
- 2 prototipi;[1]
- 4 PD-808TA/VIP per trasporto VIP;[1]
- 6 PD-808TP da addestramento (2 dei quali trasformati in aerei da guerra elettronica e ridesignati GE-2);[1]
- 6 PD-808GE da guerra elettronica;[1]
- 4 PD-808RM per radiomisure.[1]